# БМВ Серия 3 (E30)
БМВ E30 е второто поколение БМВ Серия 3 и се произвежда между 1982 и 1994 г., заменяйки модела Е21.
Различните модели включват купе и кабриолет, като Е30 получава и първите за серия 3 версии седан и комби. Задвижван е от 4-цилиндров и 6-цилиндров бензинов двигател, както и 6-цилиндров дизелов. Моделът Е30 325ix е първият автомобил от серия 3 със задвижване на всички колела.
Първият модел БМВ М3 е конструиран върху платформата на Е30 и е задвижван от високооборотния 4-цилиндров БМВ С14, който произвежда 235 к.с. във финалния си европейски вариант. БМВ З1 също е базирано на Е30.

## Разработване
Разработването на Е30 започва през юли 1976 под ръководството на дизайнера Клаус Луте. Финалният дизайн е одобрен през 1978, а колата излиза на пазара през ноември 1982.
Екстериорно Е30 много прилича на своя предшественик Е21, въпреки множеството промени в различни детайли по външния дизайн на автомобила. Големите разлики с Е21 включват интериора и преработеното окачване, целящо да намали презавиването, за което Е21 е критикувано.

## Стилистика
Освен във версиите двуврат седан и кабриолет на предшественика си, Е30 е достъпно също като 4-врат седан и 5-врато комби. Комби версията започва като прототип, конструиран от инженера Макс Райсбьок в гаража на негов приятел през 1984, а началото на серийното производство е през 1987 г.
- E30 2-врат седан
- E30 4-врат седан
- E30 кабриолет
- E30 комби

## Двигатели
Първоначално Е30 използва бензиновите двигатели от предшественика си Е21. Това са 4-цилиндровият М10 и 6-цилиндровият М20. След началото на серийното производство са представени нови видове 4-цилиндрови бензинови двигатели, а 6-цилиндровият получава множество подобрения. Представен е 6-цилиндров, естествено аспириран дизелов двигател. Представен е също и дизелов двигател с турбокомпресор.
| Модел         | Година    | Двигател     | Мощност                           | Въртящ момент             |
| ------------- | --------- | ------------ | --------------------------------- | ------------------------- |
| 316           | 1982-1987 | M10B18 4-цил | 66 kW (89 к.с.) при 5500 об/мин   | 140 N·m при 4000 об/мин   |
| 316i          | 1987-1994 | M40B16 4-цил | 71kW (95 к.с.) при 5500 об/мин    | 145 N·m при 4500 об/мин   |
| 318i          | 1982-1987 | M10B18 4-цил | 77 kW (103 к.с.) при 5800 об/мин  | 145 N·m при 4500 об/мин   |
| 318i          | 1987-1994 | M40B18 4-цил | 83kW (111 к.с.) при 5500 об/мин   | 162 N·m при 4250 об/мин   |
| 318is         | 1989-1991 | M42B18 4-цил | 100kW (134 к.с.) при 6000 об/мин  | 172 N·m при 4600 об/мин   |
| 320i          | 1982-1985 | M20B20 6-цил | 92kW (123 к.с.) при 5800 об/мин   | 170 N·m при 4000 об/мин   |
| 320i          | 1985-1987 | M20B20 6-цил | 95kW (127 к.с.) при 6000 об/мин   | 174 N·m при 4000 об/мин   |
| 320i          | 1987-1992 | M20B20 6-цил | 95kW (127 к.с.) at 6000 rpm       | 164 N·m at 4300 rpm       |
| 320iS         | 1985-1994 | S14B20 4-цил | 141kW (189 к. с.) при 6900 об/мин | 210 N·m при 4900 об/мин   |
| 323i          | 1982-1984 | M20B23 6-цил | 102kW (137 к.с.) при 5300 об/мин  | 205 N·m при 4000 об/мин   |
| 323i          | 1984-1985 | M20B23 6-цил | 110kW (148 к.с.) 6000 об/мин      | 205 N·m при 4000 об/мин   |
| 325/e/es      | 1985-1987 | M20B27 6-цил | 90kW (121 к.с.) при 4250 об/мин   | 240 N·m при 3250 об/мин   |
| 325/e/es      | 1988      | M20B27 6-цил | 95kW (127 к.с.) при 4250 об/мин   | 205 N·m при 3200 об/мин   |
| 325i/is/ix    | 1985-1993 | M20B25 6-цил | 125kW (168 к.с.) при 5800 об/мин  | 222 N·m при 4000 об/мин** |
| M3 / M3 Eво 1 | 1986-1987 | S14B23 4-цил | 143kW (192 к.с.) при 6750 об/мин  | 230 N·m при 4750 об/мин   |
| M3 Eво 2      | 1988      | S14B23 4-цил | 160kW (215 к.с.) при 6750 об/мин  | 245 N·m при 4750 об/мин   |
| M3 Спорт Ево  | 1989-1990 | S14B25 4-цил | 175kW (235 к.с.) при 7000 об/мин  | 240 N·m при 4750 об/мин   |

| Модел | Година    | Двигател           | Мощност                         | Въртящ момент           |
| ----- | --------- | ------------------ | ------------------------------- | ----------------------- |
| 324d  | 1985-1991 | M21D24 6-цил       | 63kW (86 к.с.) при 4600 об/мин  | 152 N·m при 2500 об/мин |
| 324td | 1983-1987 | M21D24 6-цил турбо | 85kW (115 к.с.) при 4800 об/мин | 210 N·m при 4000 об/мин |
| 324td | 1987-1991 | M21D24 6-цил турбо | 85kW (115 к.с.) при 4800 об/мин | 220 N·m при 4000 об/мин |